# Ronan Rivière
Scènes principales
Lucernaire
Le Mois Molière
Théâtre Le Ranelagh
Festival Off d'Avignon
Ronan Rivière est un comédien et metteur en scène français.

## Biographie

### Jeunesse et formation
Ronan Rivière fait des études de commerce à l'ESSEC et suit en même temps le Cours Simon. Il continue vers le théâtre en étant élève au Studio-théâtre d'Asnières. Diplômé, il est engagé en 2011 au Théâtre National de Toulouse comme apprenti-comédien et joue notamment pendant deux ans dans les mises en scène de Laurent Pelly.

### Carrière
En 2014, Ronan Rivière crée sa compagnie le collectif Voix des Plumes et devient metteur en scène et adaptateur avec une préférence pour la littérature russe. Il adapte Le Revizor d'après Nicolas Gogol au Lucernaire et au Festival Off d'Avignon dans « une mise en scène sobre mais absolument efficace: les personnages évoluent sur la petite scène du Lucernaire dans un décor aux meubles plantés en oblique, qui s'enfoncent dans le sol et penchent dans des directions contraires » pour Le Figaro,.
Depuis 2016, la troupe est accueillie en résidence artistique par la ville de Versailles et crée ainsi ses spectacles au Mois Molière dans les Grandes Écuries puis à Paris (Lucernaire, Théâtre Le Ranelagh), au Festival Off d'Avignon et en tournée. Ronan Rivière présente ainsi Faust d'après Goethe, Le Roman de Monsieur Molière d'après Mikhaïl Boulgakov,,, le roman Le Double de Fiodor Dostoïevski pour la première fois au théâtre en France,, la nouvelle Le Nez d'après Nicolas Gogol où pour France Info « [...] la pièce décolle vraiment quand elle ne suit plus Gogol ! C’est-à-dire quand le Nez entre en scène : drôle de forme entre animal de cauchemar et naseau de cheval, porté par un comédien (Rivière lui-même) aux jambes nues et grêles »,,.
En 2023, Ronan Rivière présente La Foire de Madrid de Lope de Vega qui explore le Madrid du XVIe siècle , puis revient à la littérature russe avec la nouvelle Le Journal d'un fou de Nicolas Gogol. Pour Le Figaro, « Avec son physique dégingandé, ce corps en tige et sa « gueule » taillée à la serpe façon Terzieff, [le] teint [de Ronan Rivière] sied bien aux auteurs russes en général et à Gogol en particulier. Il possède la suffisante latitude à l'interprétation de toutes ses histoires drolatiques qui semblent dictées par le Diable en personne »,,.

## Théâtre

### Mise en scène
- 2012 : 5 sur 5 d'après Octave Mirbeau, Studio-Théâtre d'Asnières-sur-Seine, Festival Off d'Avignon
- 2014 : La Maladie du pouvoir d’Octave Mirbeau, Théâtre de Valère (Sion)
- 2014 : Le Revizor d'après Nicolas Gogol, adaptation Ronan Rivière, Lucernaire, Festival Off d'Avignon, tournée
- 2016 : Faust d'après Goethe, adaptation Ronan Rivière, Théâtre Montansier (Versailles), Théâtre Le Ranelagh, Le Mois Molière, Festival Off d'Avignon, tournée
- 2016 : Le Roman de Monsieur Molière d'après Mikhaïl Boulgakov, adaptation Ronan Rivière, Lucernaire, Théâtre Le Ranelagh, Le Mois Molière, Festival Off d'Avignon, tournée
- 2018 : Le Double de Fiodor Dostoïevski, adaptation Ronan Rivière, Le Mois Molière, Théâtre 14, Théâtre Le Ranelagh, Festival Off d'Avignon, tournée
- 2019 : L'Histoire du soldat d'Igor Stravinsky, Théâtre Montansier (Versailles)
- 2020 : Le Nez d'après Nicolas Gogol, adaptation Ronan Rivière, Théâtre 13, Le Mois Molière, Lucernaire, Festival Off d'Avignon, tournée
- 2022 : La Foire de Madrid de Lope de Vega, adaptation Ronan Rivière, Le Mois Molière, Lucernaire , Théâtre de l'Épée de Bois, Festival Off d'Avignon, tournée
- 2023 : Le Journal d'un fou de Nicolas Gogol, adaptation Ronan Rivière, Le Mois Molière, Lucernaire, Festival Off d'Avignon, tournée

### Comédien
- 2008 : Chapeau melon et ronds-de-cuir de Georges Courteline, mise en scène Denis Souppe, Théâtre de Nesle (Paris)
- 2011 : J'ai examiné une ampoule et j'en ai été satisfait de Laurent Pelly, mise en scène Laurent Pelly, Théâtre de la Cité – CDN Toulouse Occitanie, tournée
- 2012 : 5 sur 5 d'après Octave Mirbeau, mise en scène Ronan Rivière, Studio-théâtre d'Asnières, Festival Off d'Avignon
- 2012 : Macbeth de William Shakespeare, mise en scène Laurent Pelly, Théâtre de la Cité – CDN Toulouse Occitanie, Théâtre Nanterre-Amandiers
- 2014 : La Maladie du pouvoir d’Octave Mirbeau, mise en scène Ronan Rivière, Théâtre de Valère (Sion)
- 2014 : Le Revizor d'après Nicolas Gogol, adaptation et mise en scène Ronan Rivière, Lucernaire, Festival Off d'Avignon, tournée
- 2016 : Faust d'après Goethe, adaptation et mise en scène Ronan Rivière, Théâtre Montansier (Versailles), Théâtre Le Ranelagh, Le Mois Molière, Festival Off d'Avignon, tournée
- 2016 : Le Roman de Monsieur Molière d'après Mikhaïl Boulgakov, adaptation et mise en scène Ronan Rivière, Lucernaire, Théâtre Le Ranelagh, Le Mois Molière, Festival Off d'Avignon, tournée
- 2018 : Le Double de Fiodor Dostoïevski, adaptation et mise en scène Ronan Rivière, Le Mois Molière, Théâtre 14, Théâtre Le Ranelagh, Festival Off d'Avignon, tournée
- 2020 : Le Nez d'après Nicolas Gogol, adaptation et mise en scène Ronan Rivière, Théâtre 13, Le Mois Molière, Lucernaire, Festival Off d'Avignon, tournée
- 2022 : La Foire de Madrid de Lope de Vega, adaptation et mise en scène Ronan Rivière, Le Mois Molière, Lucernaire , Théâtre de l'Épée de Bois, Festival Off d'Avignon, tournée
- 2022 : L'Impromptu de Versailles de Molière, mise en scène Anthony Magnier, Le Mois Molière (Versailles)
- 2023 : Le Journal d'un fou de Nicolas Gogol, adaptation et mise en scène Ronan Rivière, Le Mois Molière, Lucernaire, Festival Off d'Avignon, tournée